# نعناع ديمني
نعناع ديمني (الاسم العلمي:Mentha diemenica) (بالإنجليزية: slender mint)‏ هو نوع من النباتات يتبع جنس النعناع من الفصيلة الشفوية.